# Tolania obscurus
Tolania obscurus är en insektsart som beskrevs av Ernst Friedrich Germar. Tolania obscurus ingår i släktet Tolania och familjen hornstritar. Inga underarter finns listade i Catalogue of Life.